# Аксёнов, Михаил Васильевич
Михаи́л Васи́льевич Аксёнов (1864—1912) — педагог, краевед, историк народного образования в Смоленской губернии.

## Биография
Родился 1 (13) ноября 1864 года в селе Ворошилово Рославльского уезда Смоленской губернии (ныне: Починковский район, Смоленская область).
Учился в Смоленской гимназии. В 1885 году поступил на историко-филологический факультет Московского университета, который окончил в 1891 году. В этом же году начал свою педагогическую деятельность учителем русского языка и словесности в гимназии г. Аренсбурга на острове Эзель. С 1895 года — в Либавской Николаевской гимназии. 
В 1902 году перешёл в родную Смоленскую гимназию; в 1906 году — коллежский советник. В 1908 году назначен инспектором, а в 1911 году в чине статского советника— директором Дорогобужской прогимназии.
Являлся членом Смоленской ученой архивной комиссии с момента её основания в 1908 году.

## Семья
О семейной жизни Михаила Васильевича известно, что он был женат на Марии Карловне Клейненберг, которая родила ему троих детей – Дмитрия, Татьяну и Сергея. Об их судьбах ничего не известно. 
Умер 29 мая (11 июня) 1912 года в Москве, куда приехал для лечения. Похоронен в родном селе.

## Награды
- Орден Святой Анны 2-й степени
- Орден Святого Станислава 3-й степени
- Орден Святого Станислава 2-й степени

## Труды
Большинство печатных трудов Аксёнова посвящено истории образования в Смоленской губернии. Предметом его внимания были как учебные заведения (Смоленская губернская гимназия, существовавший при ней класс коммерации, Смоленский кадетский корпус), так и педагоги — Л. Ф. Людоговский, П. Д. Шестаков, М. М. Карниолин-Пинский. Несколько статей посвящено Аксёновым смоленскому историографу И. И. Орловскому.
В 1913 году (посмертно) в Костроме был опубликован сборник стихотворений М. В. Аксёнова.

### Основные публикации
- Первый директор Смоленской гимназии Лев Федорович Людоговский, его жизнь и деятельность (1761—1838). Историко-биографический очерк / Издание Смоленского губернского статистического комитета. — Смоленск: Типография П. А. Силина, 1906. — 82 с. + 1 л. портрет. [Отдельный оттиск из «Памятной книжки Смоленской губернии» на 1907 год.]

Имеется рецензия на эту публикацию: Н. П. К биографии Льва Федоровича Людоговского, первого директора Смоленской гимназии (1799—1834 гг.): Критико-биогр. очерк : [Разбор брошюры М. В. Аксёнова «Лев Федорович Людоговский, первый директор Смоленской гимназии (1799—1834 г.), его жизнь и деятельность (1761—1838 г.)»]. — М.: Типография Г. Лисснера и Д. Собко, 1908. — 22 с.
- Смоленский кадетский корпус (1805—1812) : Историческая заметка. — Смоленск : Смоленский губернский статистический комитет, 1907. — 23 с. [Отдельный оттиск из «Памятной книжки Смоленской губернии» на 1908 год.]
- Смоленский историограф Иван Иванович Орловский (1869—1909). Статьи, посвящённые его памяти. С приложением портрета и перечня важнейших его сочинений. — Смоленск : Смоленский губернский статистический комитет, 1909. — 32 с. + 1 ил.
- Очерк из истории народного просвещения в Смоленском крае с древнейших времён до начала XIX столетия. — Смоленск : Смоленский губернский статистический комитет, 1909. — 8 + 204 с. [Отдельный оттиск из «Памятной книжки Смоленской губернии» на 1909 год.]
- «Класс коммерции» при Смоленской губернской гимназии (1804—1812 г.). Историческая справка. — Смоленск : Смолен. губ. стат. ком., 1910. — 23 с. [Отдельный оттиск из «Памятной книжки Смоленской губернии» на 1910 год.]
- Пётр Дмитриевич Шестаков, знаменитый педагог-гражданин второй половины XIX века. Краткий обзор его жизни и педагогической деятельности, с приложением портрета, автографа и библиографического указателя сочинений. — Смоленск : Смолен. губ. стат. ком., 1910. — [2] + VI + 135 с. + 1 л. портрет. [Отдельный оттиск из «Памятной книжки Смоленской губернии» на 1910 год.]
- Сенатор Матвей Михайлович Карниолин-Пинский (1796—1866) : Опыт описания его жизни и деятельности, с прил. силуэта и автографа. — Смоленск : Смолен. губ. стат. ком., 1910. — 32 с. + ил. [Отдельный оттиск из «Памятной книжки Смоленской губернии» на 1911 год.]
- Историческая записка о Смоленской губернской гимназии. Часть Ι (1786—1833 гг.) // Памятная книжка Смоленской губернии на 1912 год / Издание Смоленского губернского статистического комитета. — Смоленск: Типография П. А. Силина, 1912. — [4] + VIII + 192 с. + ил. [Отдельный оттиск из «Памятной книжки Смоленской губернии» на 1912 год.]
- Стихотворения. — Кострома: Типо-лит. А. Н. Чемоданова, 1913. — [2] + 99 + [2] с.